# Culicoides pallidicornis
Culicoides pallidicornis är en tvåvingeart som beskrevs av Jean-Jacques Kieffer 1919. Culicoides pallidicornis ingår i släktet Culicoides och familjen svidknott. Inga underarter finns listade i Catalogue of Life.